# Zdzisław Pietrucha
Zdzisław Pietrucha (ur. 25 kwietnia 1928 w Woli Aleksandra, zm. 21 grudnia 1996 w Warszawie) – generał brygady WP.

## Życiorys
Syn Stanisława (1901-1977), rolnika i Stefanii z Chodkowskich (1909-1944), zastrzelonej przez Niemców. Do wybuchu wojny 1939 uczył się w szkole podstawowej w Legionowie, w 1944 skończył tajne gimnazjum w Warszawie. Od jesieni 1944 do stycznia 1945 w obozie pracy przymusowej przy budowie umocnień na zachodnim Mazowszu, skąd zbiegł. Po wojnie zgłosił się do wojsk lotniczych WP, jednak nie został przyjęty ze względów zdrowotnych. W latach 1946–1947 uczył się w Technicznej Szkole Lotniczej w Warszawie, później został mechanikiem (w stopniu starszego sierżanta podchorążego) w 2. Pułku Lotnictwa Myśliwskiego w Krakowie. Od sierpnia 1948 starszy mechanik, od lutego 1949 technik klucza lotniczego, od lipca 1949 w stopniu chorążego. Od 25 XI 1950 starszy technik eskadry w 2. Pułku Lotnictwa Myśliwskiego, a od stycznia 1951 w 1 Pułku Lotnictwa Myśliwskiego „Warszawa”. Od stycznia 1952 inżynier eksploatacji, a od maja 1952 pomocnik dowódcy pułku do spraw eksploatacji - starszy inżynier pułku. W 1952 zdał maturę w Technikum Mechanicznym w Warszawie. Od maja 1953 starszy inżynier Wydziału Lotnictwa Myśliwskiego Zarządu Inżynieryjno-Lotniczego w Dowództwie Wojsk Lotniczych w Poznaniu. W latach 1954–1959 studiował na Fakultecie Wojsk Lotniczych Wojskowej Akademii Technicznej. Studia ukończył 7 października 1959 z dyplomem inżyniera mechanika. Po ukończeniu studiów został starszym inżynierem lotnictwa myśliwskiego Wydziału Eksploatacji Samolotów i Silników Zarządu Inżynieryjno-Lotniczego Dowództwa Wojsk Lotniczych i Obrony Przeciwlotniczej Obszaru Kraju, a w lipcu 1960 objął stanowisko starszego inżyniera lotnictwa myśliwsko-szturmowego Wydziału Eksploatacji Samolotów i Silników Oddziału Eksploatacji i Remontu Polowego Zarządu Inżynieryjno-Lotniczego Dowództwa Wojsk Lotniczych i Obrony Przeciwlotniczej Obszaru Kraju w Warszawie. Od 4 lipca 1962 szef Oddziału Inżynieryjno-Lotniczego - główny inżynier Szefostwa Lotnictwa OPK w Dowództwie Wojsk Obrony Powietrznej Kraju w Warszawie. Po zmianie etatu, od lipca 1972 główny inżynier Szefostwa Lotnictwa OPK. Od lutego 1973 zastępca szefa Techniki Lotniczej w Głównym Inspektoracie Techniki WP. W 1973 ukończył Kurs Zastosowania Matematyki Wyższej w Instytucie Matematyki Polskiej Akademii Nauk oraz kurs specjalistyczny w Instytucie Technicznym Wojsk Lotniczych, a w 1975 Kurs Operacyjno-Strategiczny w Wojskowej Akademii Sztabu Generalnego Sił Zbrojnych ZSRR im. Klimenta J. Woroszyłowa w Moskwie. Od sierpnia 1979 był zastępcą dowódcy Wojsk Lotniczych ds. techniki i zaopatrzenia w Poznaniu. Na mocy uchwały Rady Państwa PRL z 9 października 1980 otrzymał nominację na stopień generała brygady; nominację wręczył mu 11 października 1980 w Belwederze przewodniczący Rady Państwa PRL prof. Henryk Jabłoński. Od października 1987 do października 1991 był szefem Wojskowych Przedsiębiorstw Remontowo-Produkcyjnych Głównego Inspektoratu Techniki WP. W lipcu 1991 pożegnany przez ministra obrony narodowej wiceadmirała Piotra Kołodziejczyka w związku z zakończeniem zawodowej służby wojskowej i przeniesiony w stan spoczynku 10 czerwca 1992.
W styczniu 1995 ukończył kurs przygotowawczy dla członków rad nadzorczych w jednoosobowych spółkach skarbu państwa i został powołany do Rady Nadzorczej WSK PZL - Warszawa II. Od 1961 był członkiem Naczelnej Organizacji Technicznej. Jako główny inżynier lotnictwa Wojsk Obrony Powietrznej Kraju i zastępca dowódcy Wojsk Lotniczych ds. techniki i zaopatrzenia kierował od strony inżynieryjno-lotniczej i materiałowo-technicznej wprowadzaniem na wyposażenie sił zbrojnych nowych typów samolotów i śmigłowców.
Pochowany 3 stycznia 1997 na cmentarzu Powązki Wojskowe w Warszawie (kwatera FII-dod.-7). W pogrzebie uczestniczyli przedstawiciele dowództwa Wojsk Lotniczych i Obrony Powietrznej z dowódcą tych wojsk gen. dyw. pil. Kazimierzem Dziokiem na czele. W imieniu kierownictwa MON zmarłego pożegnał zastępca dowódcy WLOP - szef logistyki WLOP gen. bryg. Roman Iwaszkiewicz.

## Awanse
- chorąży - 1949
- podporucznik - 1951
- porucznik - 1952
- kapitan - 1953
- major - 1960
- podpułkownik - 1963
- pułkownik - 1967
- generał brygady - 1980

## Odznaczenia
- Krzyż Komandorski Orderu Odrodzenia Polski (1981)
- Krzyż Oficerski Orderu Odrodzenia Polski (1973)
- Krzyż Kawalerski Orderu Odrodzenia Polski (1966)
- Srebrny Krzyż Zasługi (1951)
- Medal 30-lecia Polski Ludowej
- Medal 40-lecia Polski Ludowej
- Złoty Medal „Siły Zbrojne w Służbie Ojczyzny”
- Złoty Medal „Za zasługi dla obronności kraju”

I inne.

## Życie prywatne
Mieszkał w Warszawie. Od 1956 żonaty z Marią z domu Andrykowską. Miał dwóch synów.